# Бій під Малими Міньками
Бій під Малими Міньками — бій 17 листопада 1921 року поблизу села Малі Міньки, Овруцький повіт, Волинська губернія. У ході цієї битви в боротьбі з більшовиками зазнала поразки Волинська група Повстанської армії УНР під командуванням генерала-хорунжого Юрія Тютюника.
Більшість істориків вважають, що Листопадовий рейд майже не мав шансів на успіх, це був радше похід відчаю й акт героїзму.

## Передісторія
Після окупації більшовиками Української Народної Республіки частини регулярної армії УНР були інтерновані в Польській республіці. Однак 1921 року було ухвалено рішення рейдом вирушити до України з метою підтримки антирадянських виступів. Планувалося підняти всенародне повстання та дійти до Києва.
Проти Армії УНР під командуванням генерал-хорунжого Юрка Тютюнника більшовики стягнули свої найкращі сили. Як свідчать історики, перевага у живій силі в сорок разів перевищувала сили повстанців. Удень і вночі, впродовж двох тижнів червона кіннота переслідувала напівроздягнутих, голодних, виснажених вояків УНР.

## Хід бою

Схема бою біля села Малі Миньки

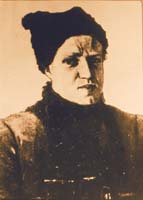
Юрій Тютюнник

15 листопада між зайнятими котовцями селами на морозі сили Тютюнника форсували Тетерів. Уранці 17 листопада глибоким снігом українські сили дісталися до села Малі Міньки. Останній бій із більшовицькими військами Волинська група провела 17 листопада 1921 року під Малими Міньками. У ньому 1000 виснажених вояків-повстанців протистояли кількатисячному, добре озброєному більшовицькому війську.
2-га і 3-тя бригади 9-ї кавалерійської дивізії Котовського оточили українські сили. Комбінованим ударом вони відокремили від решти колони авангард, при якому перебували Тютюнник, Отмарштейн, Янченко, два комбриги та десяток саней із пораненими. Другим ударом відступні українські сили знову поділені навпіл. Бійці боролися до останнього набою. Окремі вояки, аби не потрапити до більшовицького полону, підривали себе останньою гранатою. Так вчинили урядовець, міністр Військово-Морських Сил Української держави М. Білинський, ройовий Андрієвський та інші.
Після того, як повстанці витратили всі набої, червоноармійці почали рубати безборонних козаків. Убивали всіх: поранених, тих, хто здавався, людей, які ледве трималися на ногах. Тривало це доти, поки не приїхав Г. Котовський.
Вдалося врятуватися і повернутися до Польської республіки штабу армії, кінній сотні та пораненим, які перебували на передніх підводах.

## Розправа над полоненими
Після закінчення нищення та грабунків полонених українських вояків вишикували у чотири шеренги та повели до М. Миньок, де їх замкнули у церкві. Уночі червоноармійці продовжили грабунки. Над полоненими знущалися, не давали їсти.
Г. Котовський пропонував повстанцям перейти на службу до Червоної армії, але всі вояки відмовилися від цієї пропозиції.
18 листопада полонених, оточених кінним ескортом, перевели до Базара, де над ними відбувся суд. Допит проводили Г. Котовський та співробітник ЧК І. Гаркавий. Полонених українців підводили до ям і розстрілювали з кулеметів. Близько 22-ї години 21 листопада розстріляли перших 25 старшин. Протокол Надзвичайної комісії свідчить, що під Малими Миньками вбито понад 400 бійців, до полону захоплено разом із пораненими 537 вояків, з яких до суду дожило лише 443. До найвищої міри покарання — розстрілу — засудили 360 повстанців. Осіб командного складу направили до Києва для додаткового допиту, більшість із них було страчено. Упродовж тижня 95 полонених «померли від ран», 83 відправлені на допит до Києва, решта, серед них молодший брат міністра військових справ УНР Олексій Петрович Сальський, засуджені до розстрілу.
Представник УСРР у Польській республіці Олександр Шумський, прочитавши вирок комісії, пропонував перетворити цей суд на великий політичний процес, інформацію про який поширити в європейській та американській пресі. Водночас дії червоноармійців під М. Миньками він прохав замовчувати, адже «…спосіб ліквідації цього набігу, прийнятий київськими товаришами, справить невигідне для нас враження».
22 і 23 листопада «суд» продовжувався, повстанців невеликими групами підводили до ям, викопаних місцевими селянами з наказу більшовиків, і розстрілювали.
За даними, які наводить український історик Роман Коваль, серед вояків, що загинули під Базаром, були не лише українці, а й представники інших народів. Згідно з анкетами розстріляних, 85,88 % з них становили українці, 9,41 % — росіяни (це не менше 32 осіб), поляки — 1,47 %, білоруси та євреї — 1,18 %, німці — 0,59 %.
Червоноармійці під Малими Миньками теж зазнали значних втрат. Як свідчать спогади, вони декілька днів возили своїх поранених до Овруча, а шпиталі в Базарі, Хабнім і Народичах були вщерть заповнені.
З поразкою Другого Зимового походу збройна епопея регулярної української армії закінчилася.

## Відступ решток сил
Для переслідування Тютюнника і штабу сформовано «летючий загін» з 90 вершників із наказом знищити відступних і захопити генерала, червоноармійцям це не вдалося; штаб, кінна сотня й важкопоранені числом до 120 осіб під керівництвом Тютюнника, пробиваючись через села теперішніх Овруцького й Олевського районів, 20 листопада перейшли на польську територію.

## Учасники битви
Нижче наведені лише деякі відомі імена розстріляних:
- Арцик Іван Пилипович
- Атнабунт Захар Ілліч
- Бабич Іван Дмитрович
- Бережний Сидір Петрович
- Білецький Іван Омелькович
- Бондаренко Аверкій Ісакович
- Грицарюк Нестор Павлович
- Дзячківський Іван Вікентійович
- Дугельний Грицько Макарович
- Ковтуненко Іван Наумович
- Маринич Петро Іванович
- Мироненко Кузьма Давидович
- Петренко Іван Діонісійович
- Шура-Бура Іван Леонтійович
- Ясько Анастас Стефанович

## Вшанування пам'яті
- 1941 року, на окупованих німцями українських землях, українськими активістами, серед яких переважали члени ОУН Мельника, було ініційоване відзначення 20-ї річниці подій. 21 листопада до Базару з'їхалося близько сорока тисяч українців з різних районів Райхскомісаріату Україна для відзначення страти російськими більшовиками 359 вояків Української Національної Армії — «вояків, які відмовилися перейти на бік більшовиків і до кінця боронили ідеали вільної України»[7].
- Меморіал пам'яті Героїв Базару, зведений 2000 року на пожертви українців із Великої Британії[8].

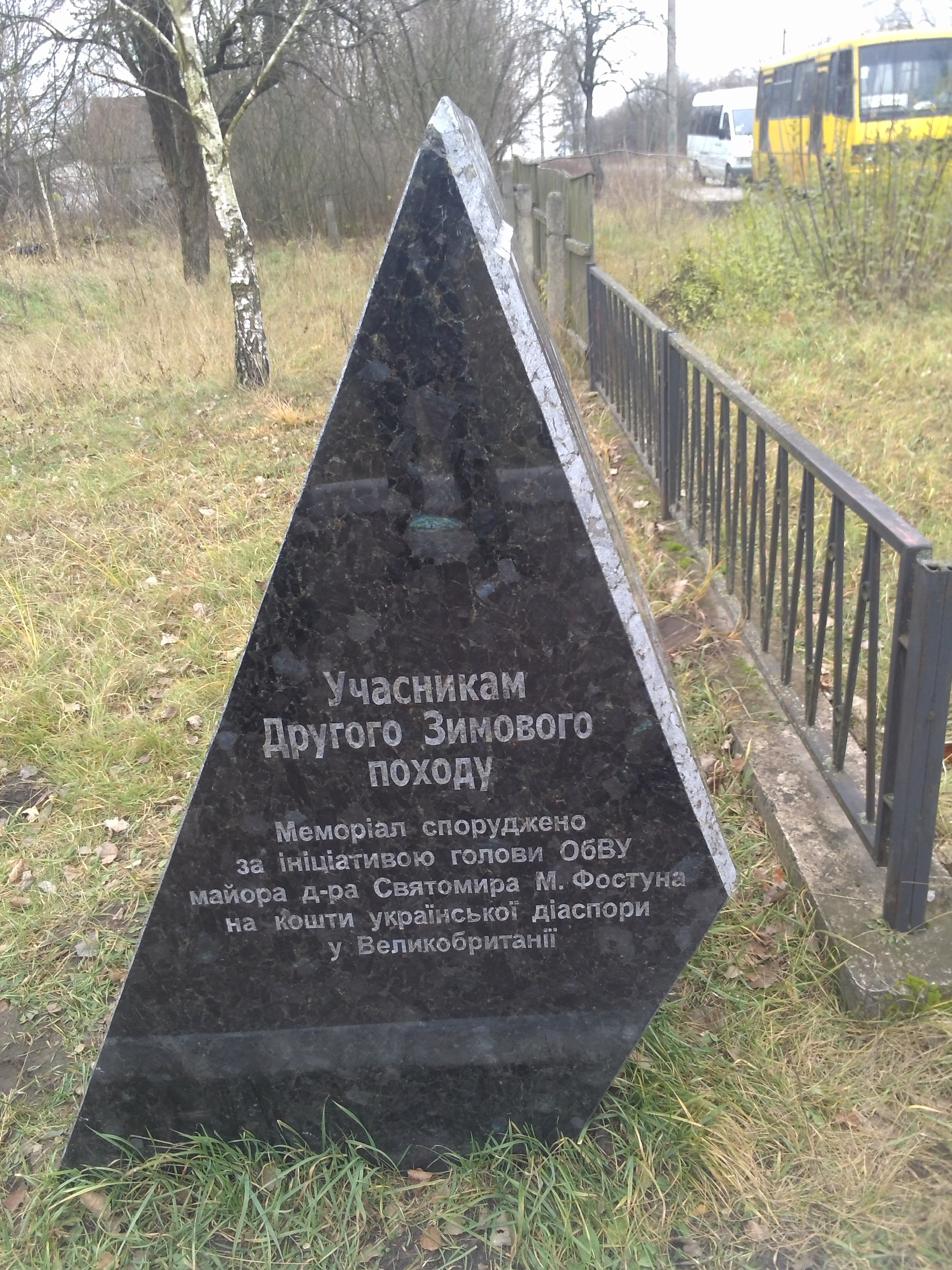
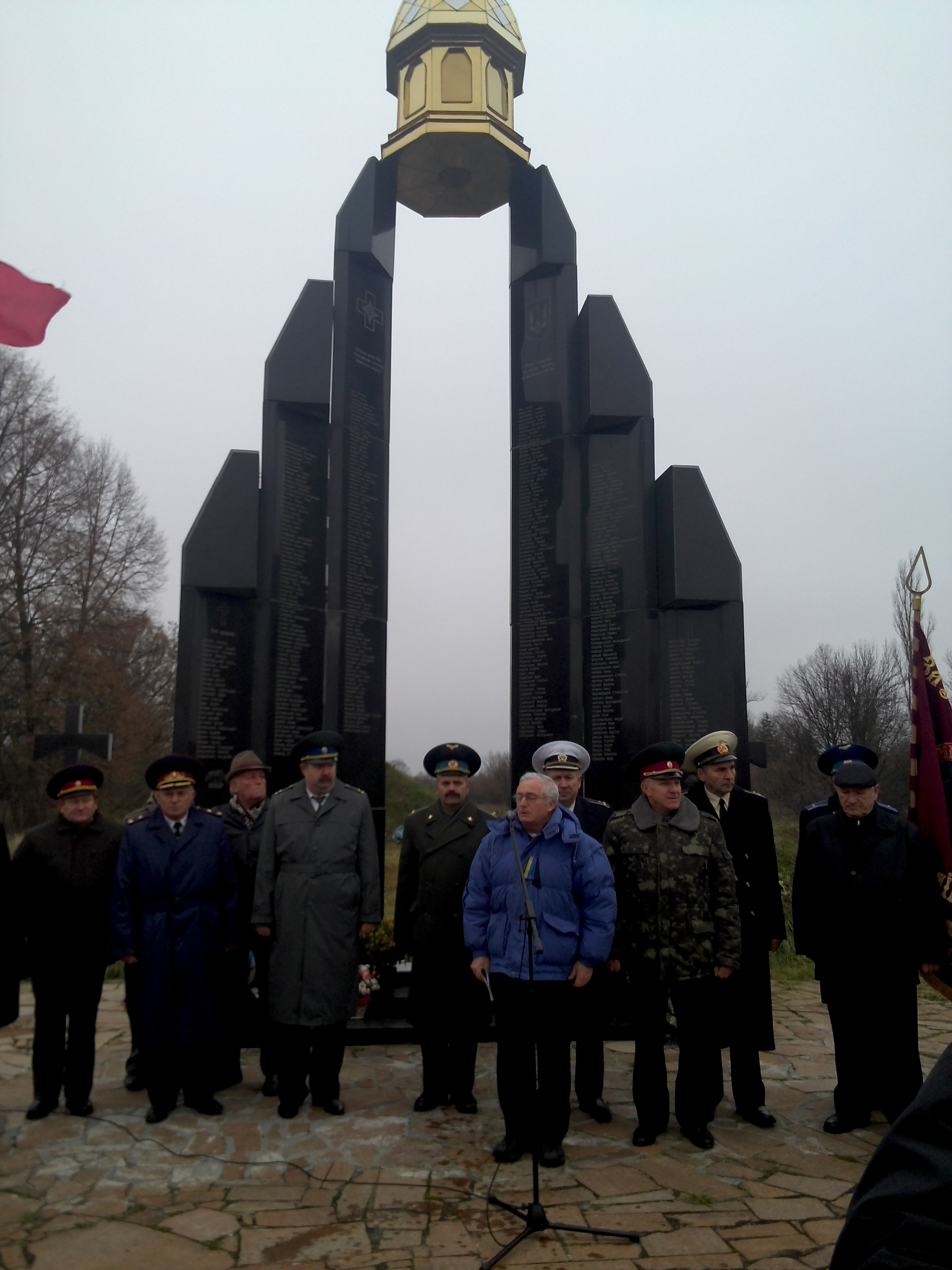
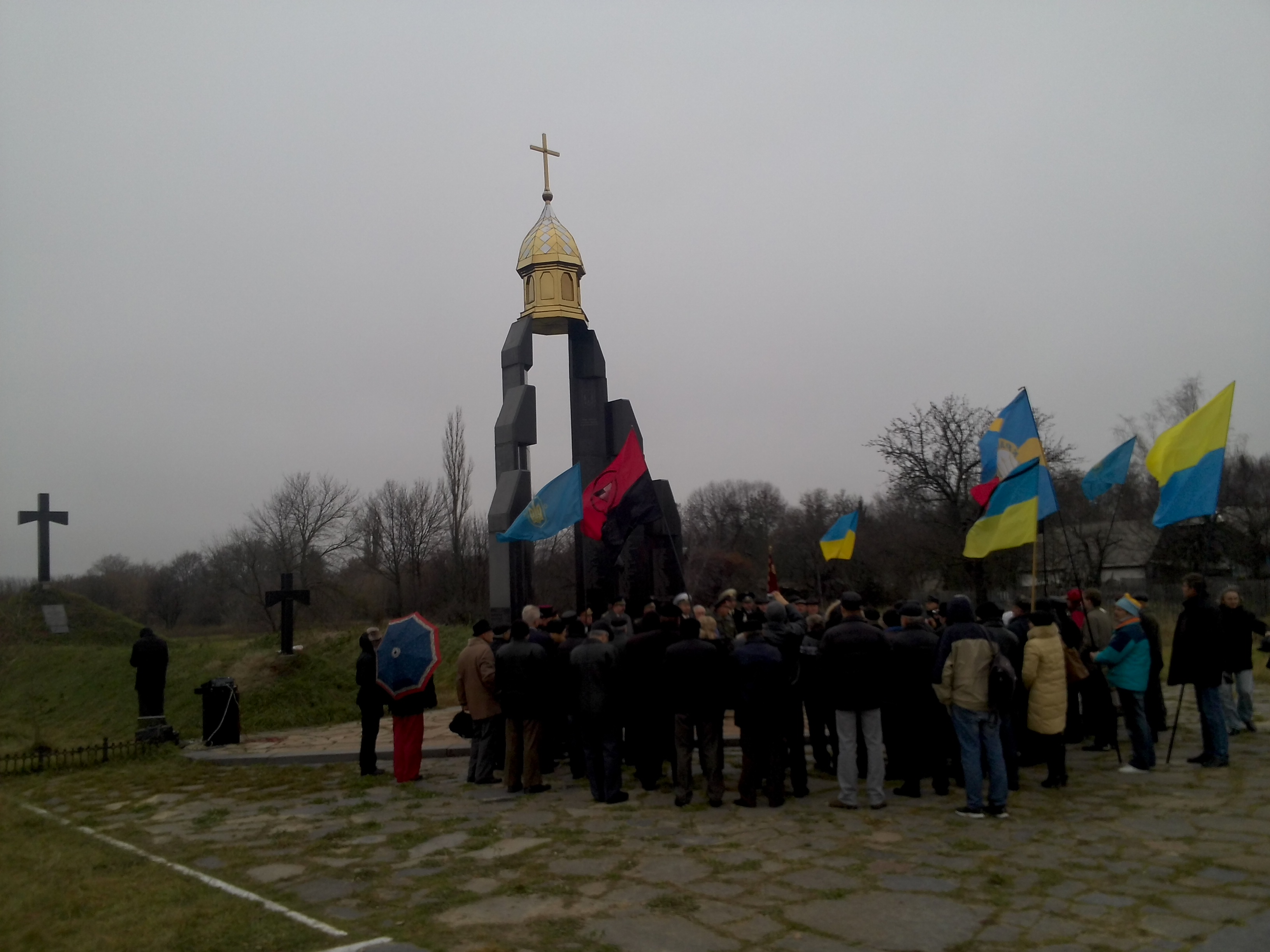
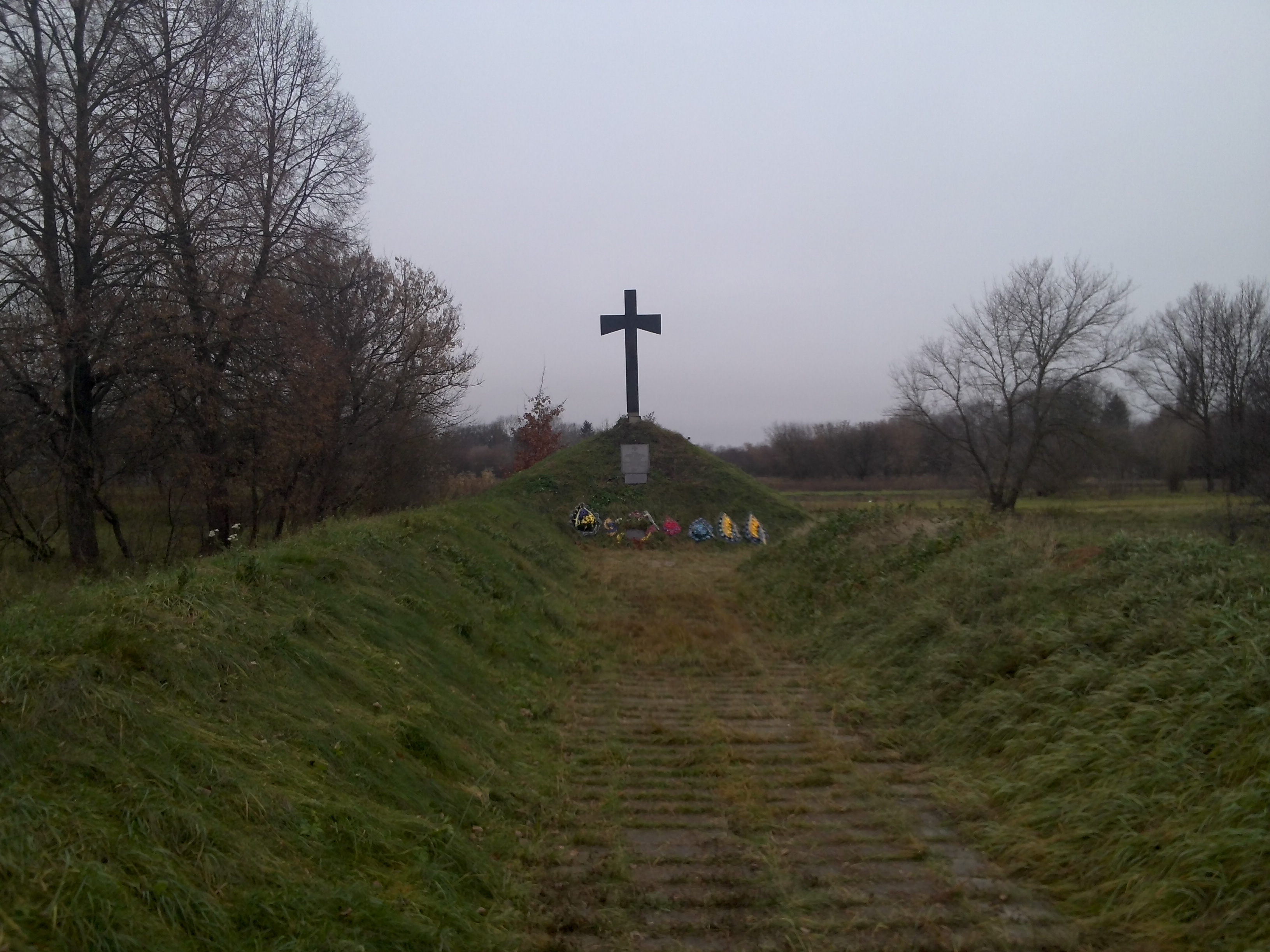
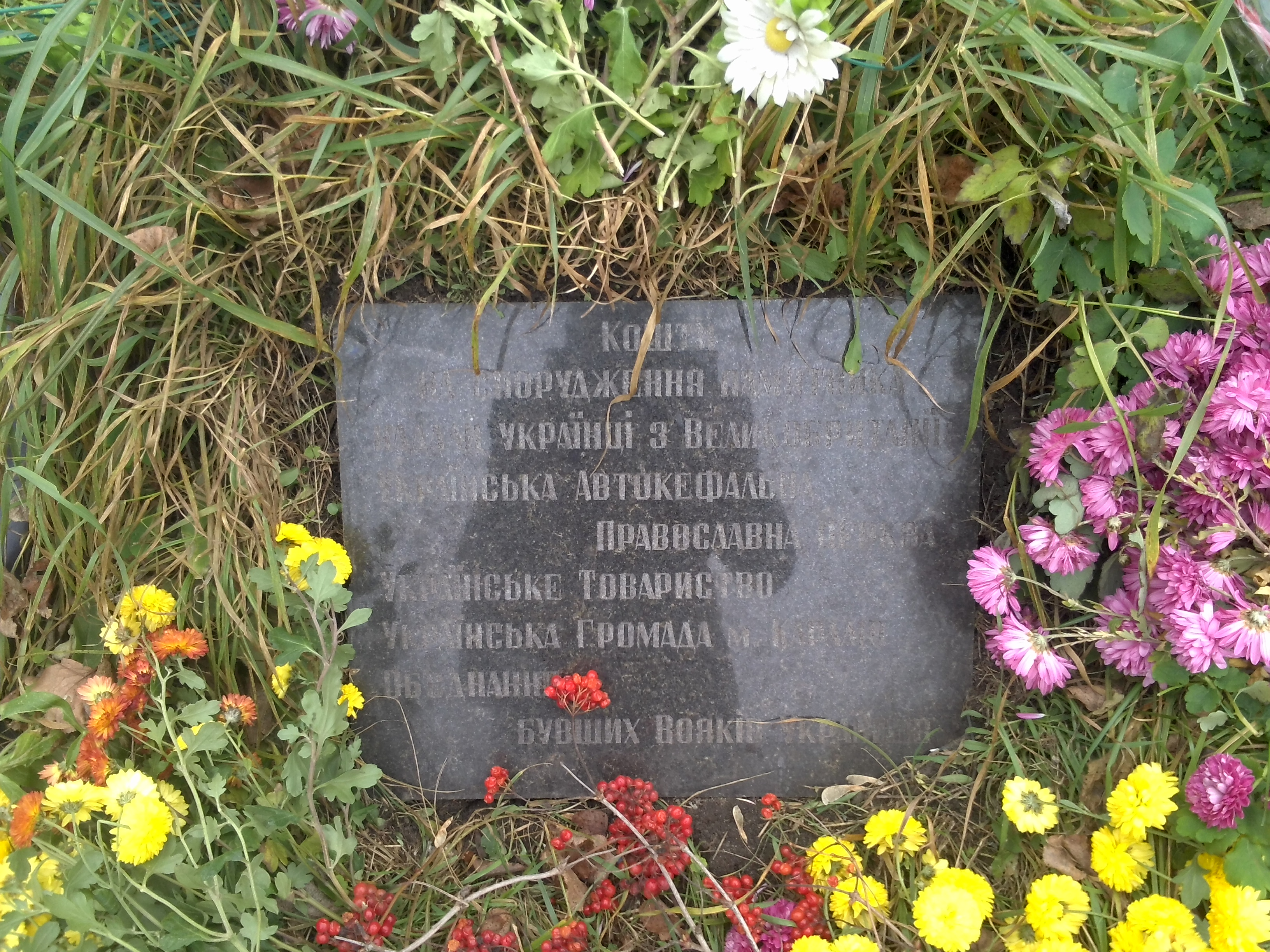
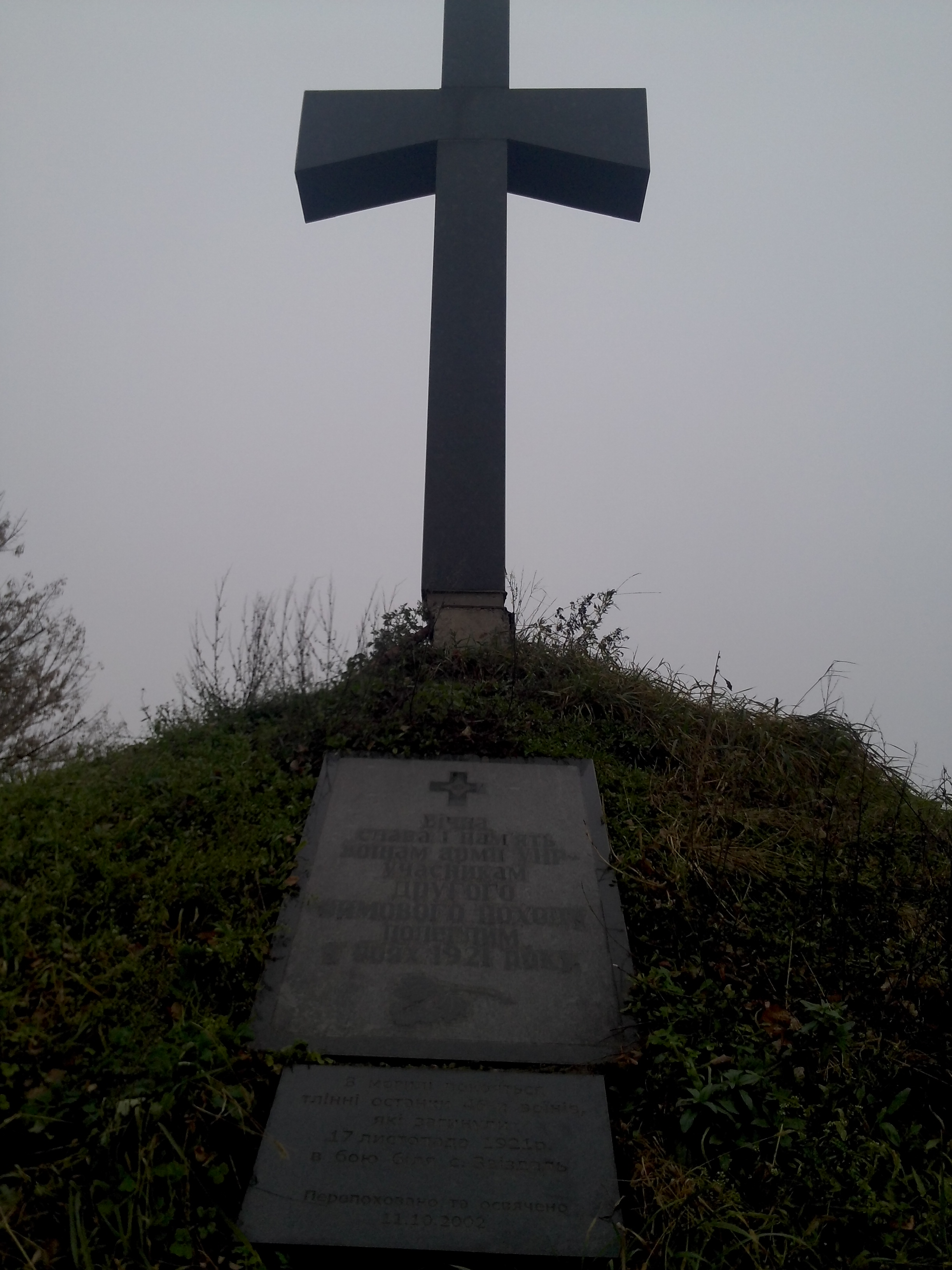
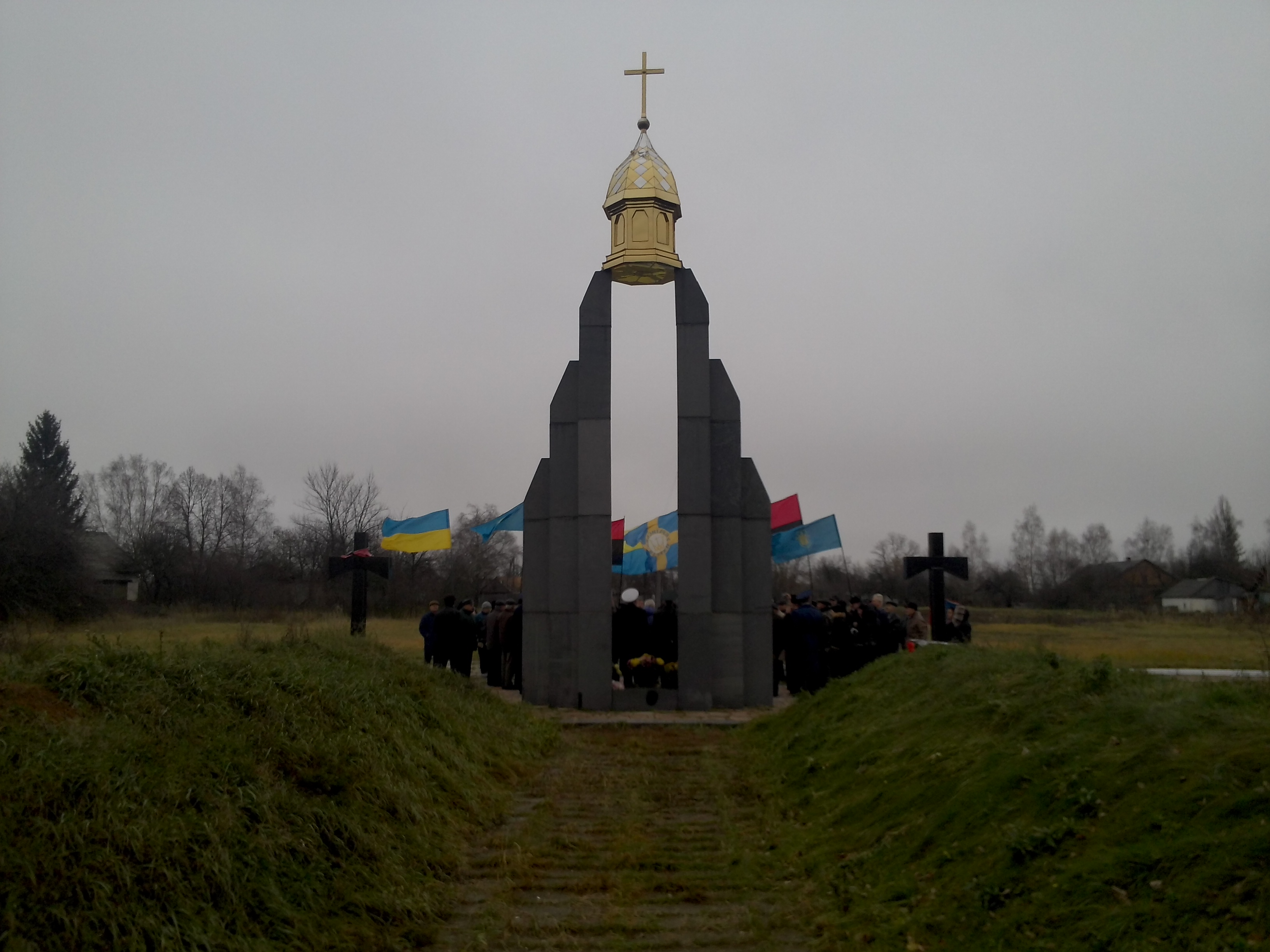
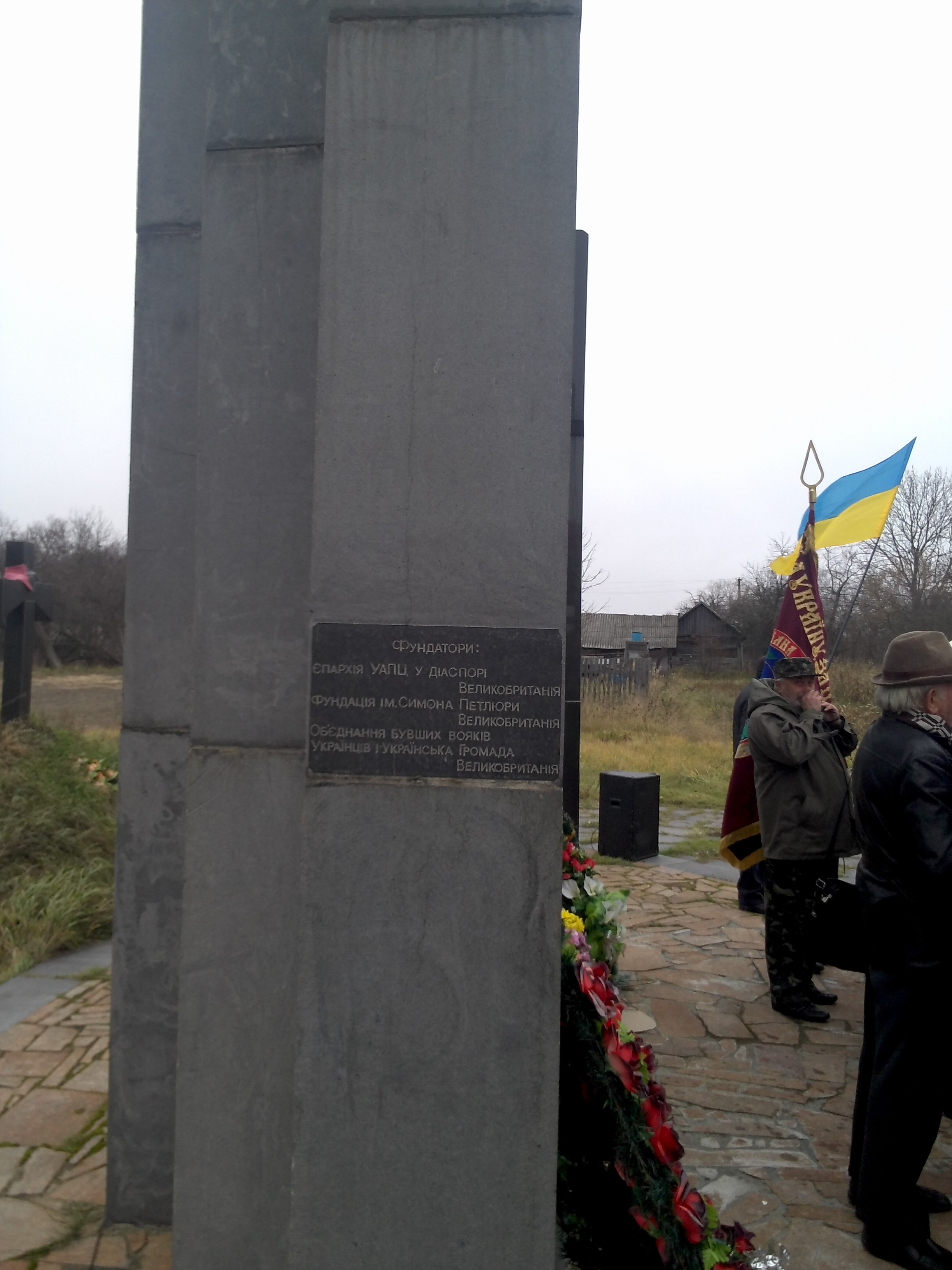
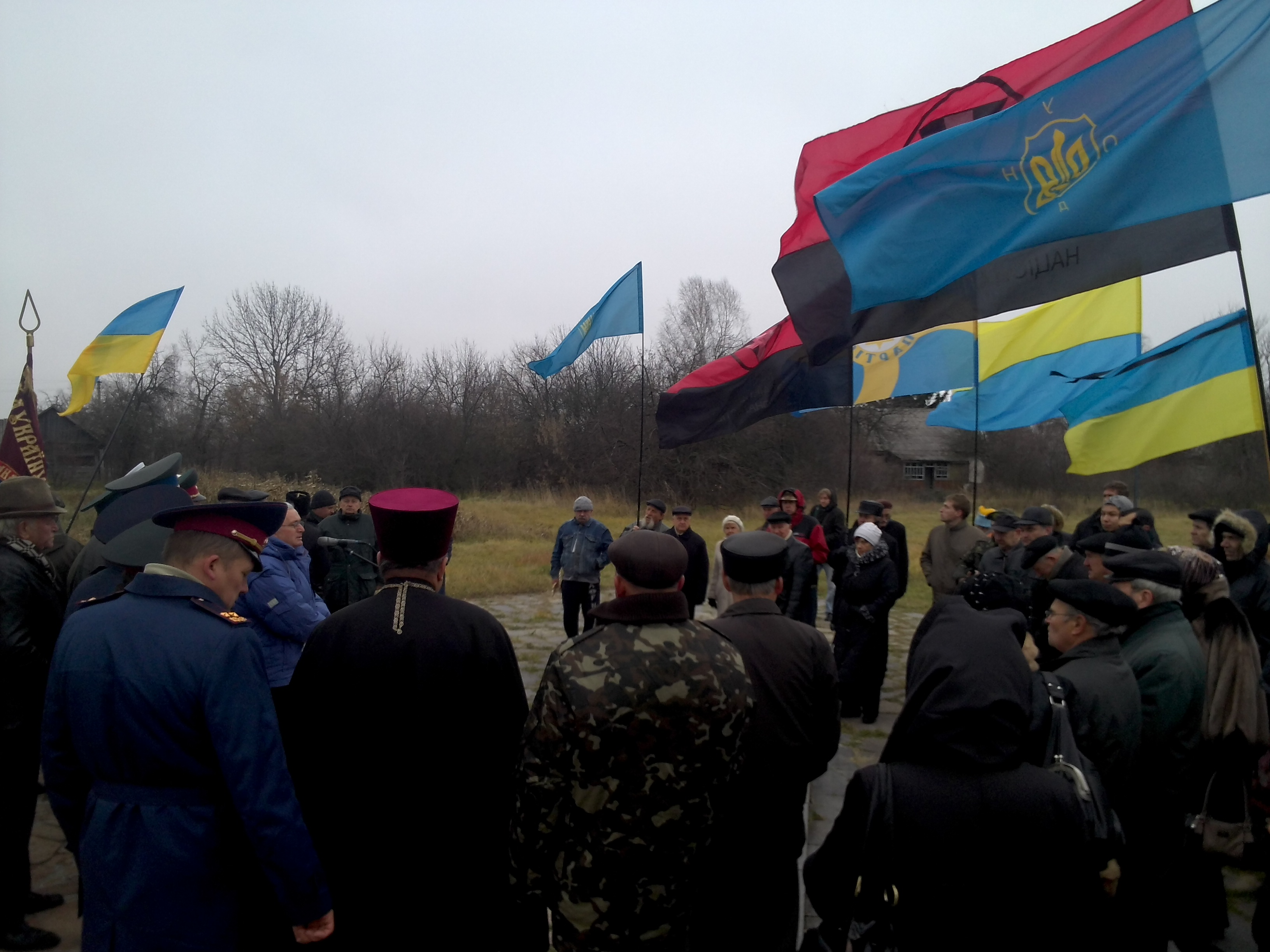
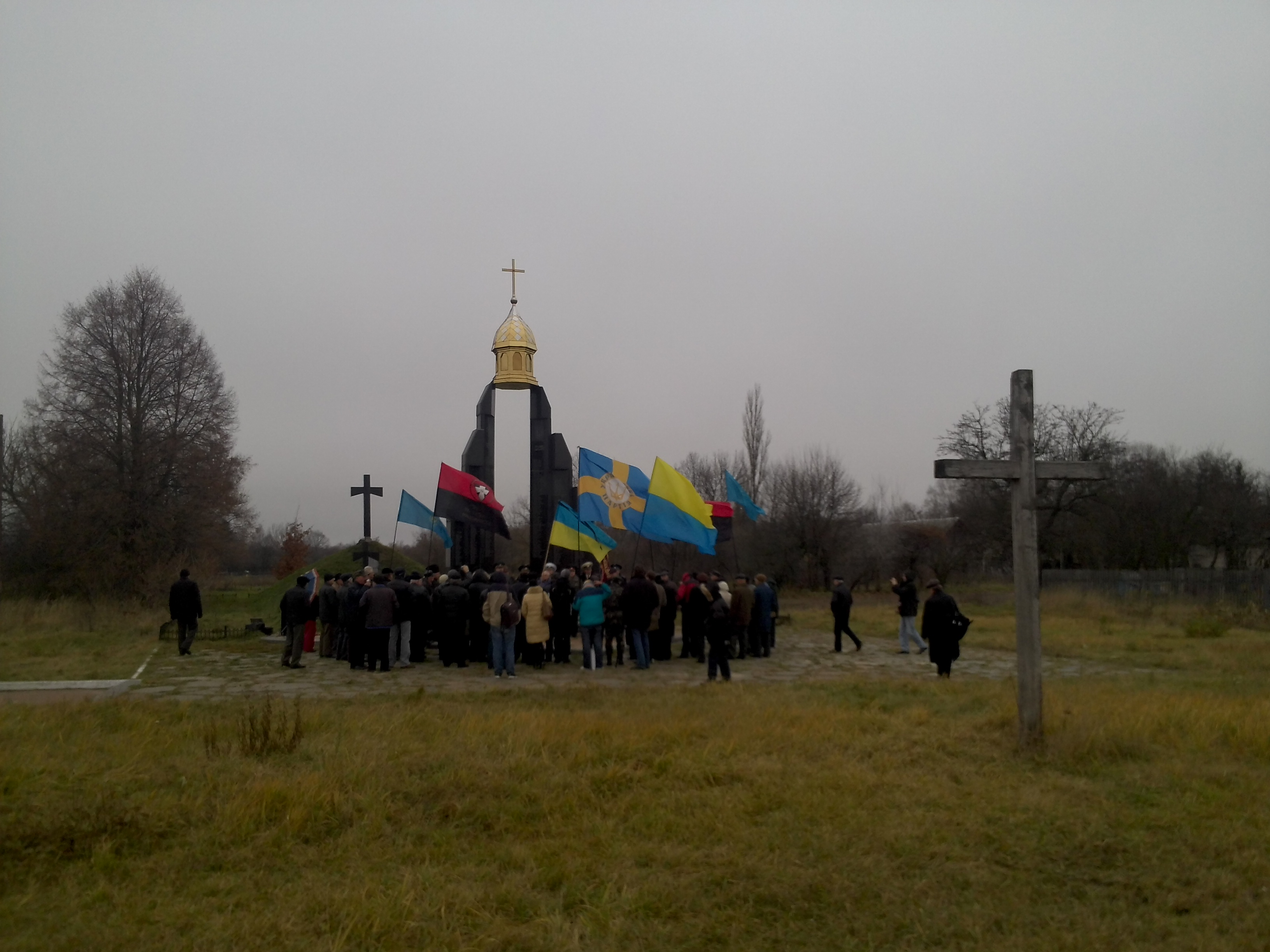
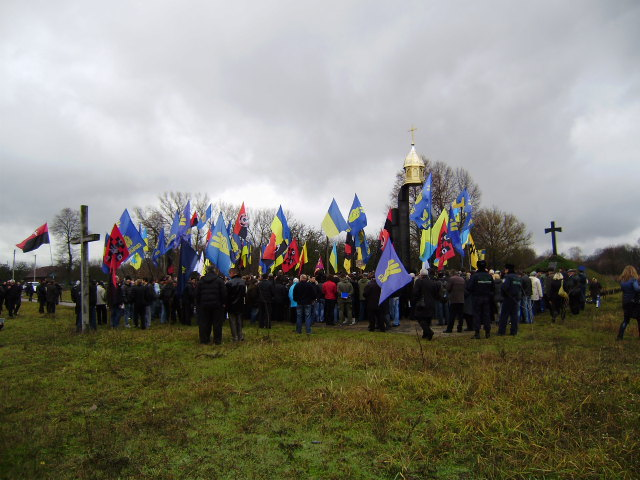
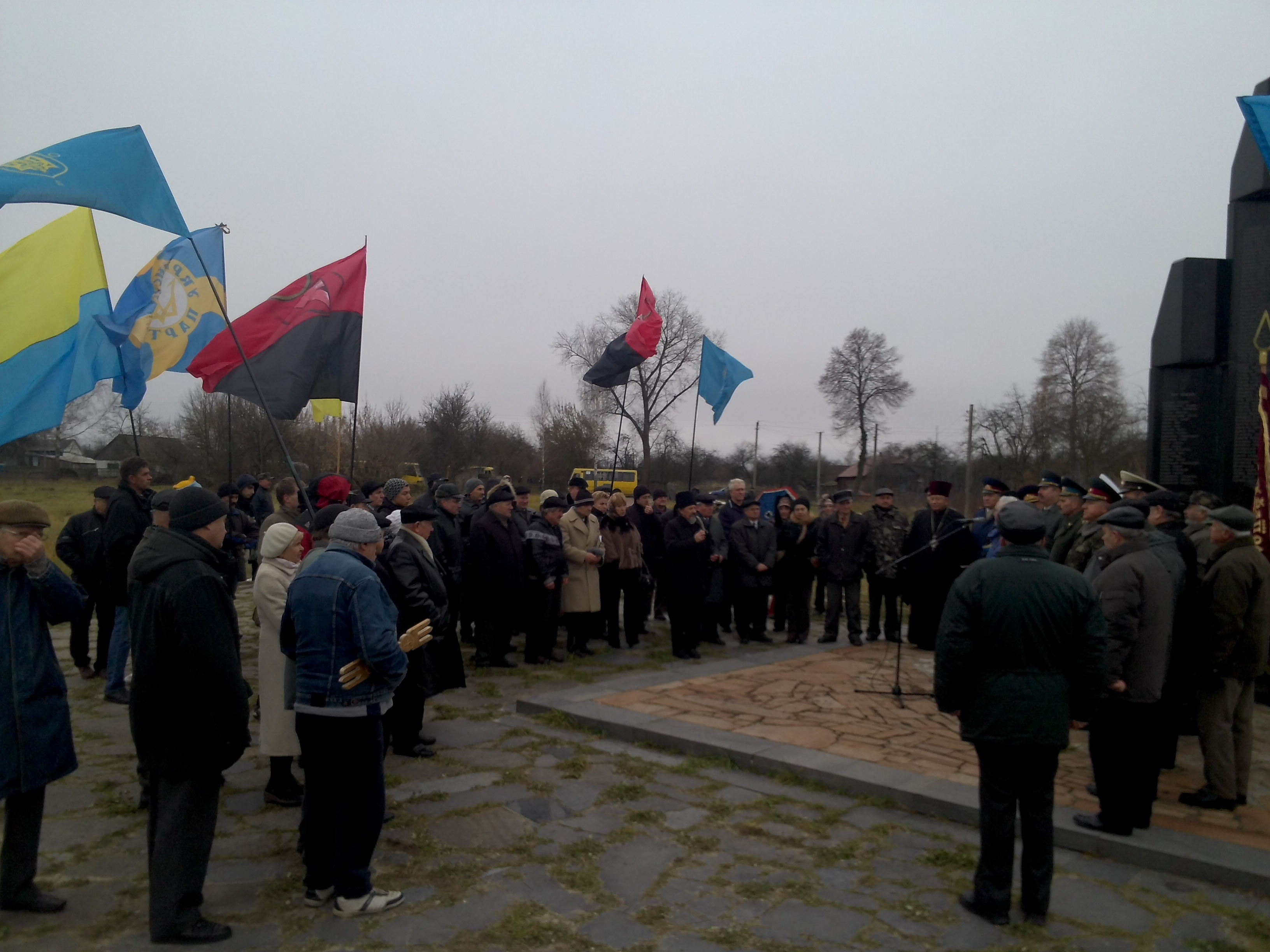
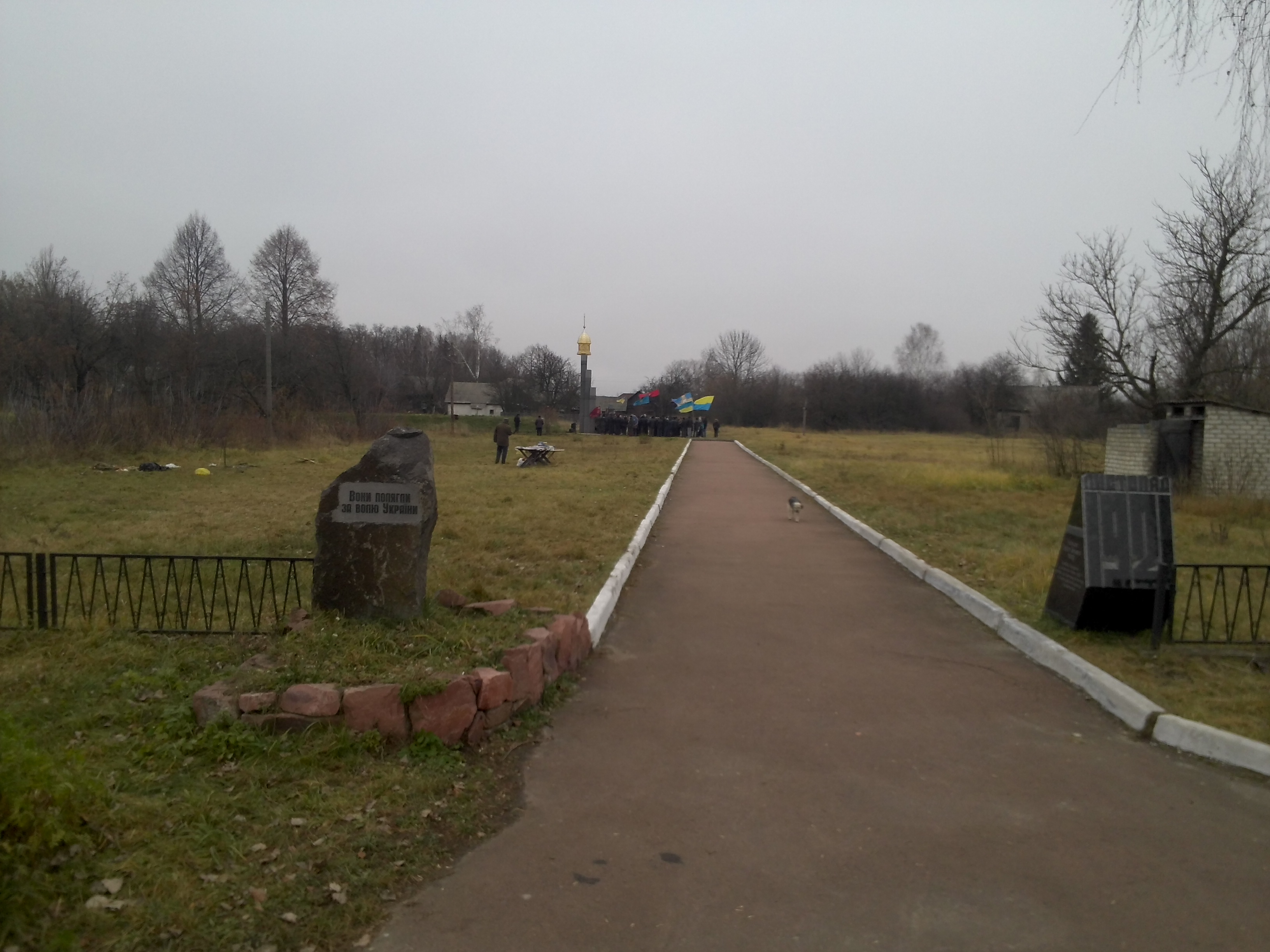

- Вулиця Героїв Базару у містах Житомир і Малин.
- Провулок Героїв Базару в селі Базар.

### У кінематографі
Цей бій показаний у фільмі «Таємний щоденник Симона Петлюри».